# За все треба платити
«За все треба платити» (інша назва: «Ау! Пограбування поїзда») — радянський художній фільм 1991 року, знятий режисером Хабібом Файзієвим. Прем'єра фільму відбулася в листопаді того ж року.

## Сюжет
Дія фільму відбувається в одній південній республіці. Злочинне угруповання, пов'язане з корумпованими представниками влади, займається махінаціями з золотом і зброєю. На злочинців виходять правоохоронні органи. У місто прибуває слідчий з особливо важливих справ. Його завдання — впровадитися в злочинне угрупування. Він здійснює пограбування ломбарду і входить в довіру до бандитів.

## У ролях
- Леонід Кулагін —  Григорій Михайлович Повещук, слідчий з особливо важливих справ
- Лев Дуров —  Володимир Іванович
- Борис Хімічев —  Ступак
- Назім Туляходжаєв —  журналіст
- Армен Джигарханян —  начальник Повещука
- Сергій Юрський —  професор Лебедєв
- Ульмас Аліходжаєв —  губернатор
- Галина Анісімова —  Заріна
- Якуб Ахмедов — епізод
- Ісфандієр Гулямов — епізод
- Бахтіяр Закіров —  Курбан Бекетов, «Чебурашка»
- Закір Мумінов — епізод
- Олександр Соловйов —  Жорич
- Барбара Брильська —  Ядвіга
- Олена Гаршина —  Ольга

## Знімальна група
- Режисер: Хабіб Файзієв
- Сценаристи:  Всеволод Іванов, Хабіб Файзієв
- Оператор:  Володимир Климов
- Художник: Анатолій Шибаєв
- Композитор: Енмарк Саліхов
- Диригент:  Григорій Гамбург